# Guissona
Guissona és una vila, cap del municipi del seu nom, que pertany a la comarca de la Segarra, situat al nord de Cervera. A hores d'ara, és el municipi més poblat de la comarca després de la capital. La vila inclou, a més a més, el petit nucli de Guarda-si-venes.

## Història
Les restes arqueològiques més antigues que es conserven del passat de Guissona constitueixen un poblat que situaríem a l'actual plaça del Vell Pla (i potser també a la plaça Capdevila). La datació d'aquest poblat es remunta al principi de l'edat de ferro (s. IX-VIII aC). Posteriorment, es transformà en ciutat romana, l'antiga Iesso. D'aquesta època, s'han trobat diverses làpides prou explícites com per evidenciar el caràcter d'una ciutat romana.
El jaciment arqueològic de l'antiga ciutat romana de Iesso, mencionada pels autors clàssics Plini el Vell i Ptolemeu, enclavat a la part nord de la vila, ha estat considerat un dels més importants de la Catalunya interior. El jaciment ocupa uns 20.000 m². Tanmateix, també hi ha d'altres restes romanes com ara la conducció d'aigua del recinte medieval, els pous de la font del poble (p. ex, el pou del gel), i una sèrie de làpides, entre les quals hi ha la de Servilla Praepusa, datada el s.II-III dC. També és representativa l'escultura del genet romà i la necròpolis, un cementiri medieval situat actualment a la zona de Cal Mines.
Amb la crisi de l'Imperi Romà i la seva gradual desaparició es produeix un buit en la història de la vila. No és fins a l'any 975 dC, quan el comte Borrell conquerí Guissona, que s'omple aquest buit. Tanmateix, el comte fou derrotat. Més endavant, l'any 1015, van ser els àrabs qui la van conquerir. El comte Ermengol IV va tornar a fer seva la població l'any 1072 i va iniciar la construcció de l'església de Santa Maria de Guissona, d'estil romànic. Tot i això, hi ha poques dades d'aquesta església, ja que va ser enderrocada per construir-hi la que ara presideix la vila, d'estil neoclàssic.

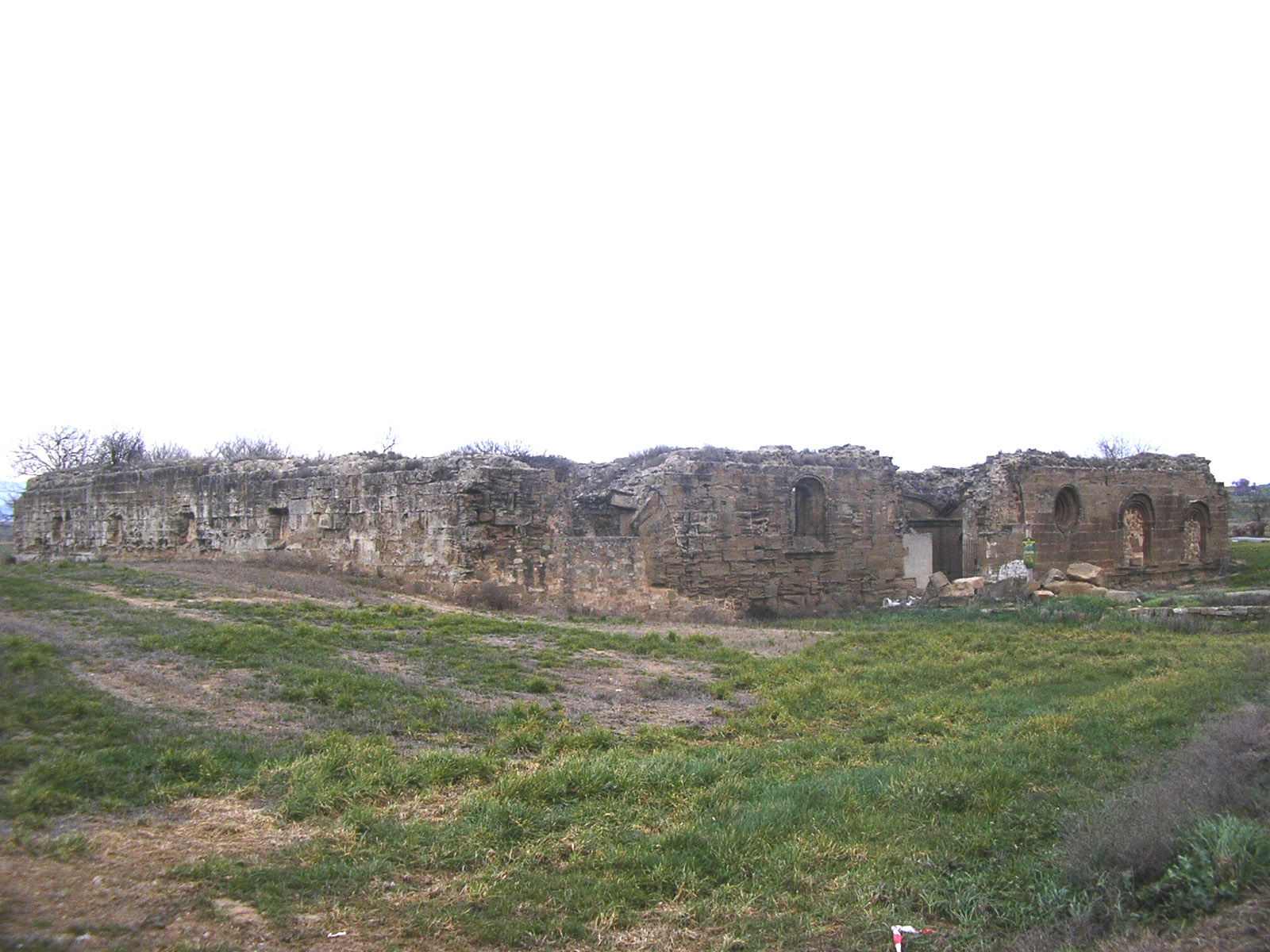
Guissona, l'Obra de Fluvià o de Santa Llúcia

Guissona, l'Obra de Fluvià o de Santa Llúcia, situada a un quilòmetre del nord-est de Guissona, prop d'on neix el torrent de Fluvià que desemboca al Sió.
La jurisdicció del lloc fou adquirida pel bisbe d'Urgell. El 1505 s'hi construí una residència per als bisbes que quedà interrompuda l'any 1514. La construcció és coneguda amb el nom d'Obra de Fluvià o de Santa Llúcia, una planta quadrada entorn d'un pati central. Els interiors evidencien una gran riquesa ornamental d'una tradició gòtica tardana propera al classicisme.
Durant el barroc, segles XVII i XVIII, es construeix la nova església que representa les diverses fases d'aquest estil: els altars, l'orgue i el cor en són una bona mostra. La nova església fou inaugurada l'any 1800.
La guerra civil va destruir l'orgue i tots els retaules, però no pas l'altar del claustre. La decoració actual és molt semblant a la de la catedral nova de Lleida.
Guissona compta amb una gran activitat econòmica especialment gràcies al Grup Alimentari Guissona.

## Fills il·lustres
- Pere Fages i Beleta (1734-1794) fundador de San Francisco i de Sacramento a Califòrnia, d'on en va ser governador.
- Miquel Badia i Graells (1926-2016), músic i director d'orquestra.
- Jaume Alsina i Calvet, veterinari i empresari ramader, fundador del Grup Alimentari Guissona (CAG) i la marca Bonàrea.

## Demografia
| 1497 f | 1515 f | 1553 f | 1717 | 1787 | 1857  | 1877  | 1887  | 1900  | 1910  |
| ------ | ------ | ------ | ---- | ---- | ----- | ----- | ----- | ----- | ----- |
| 149    | 193    | 193    | 595  | 881  | 2.241 | 1.984 | 2.046 | 1.668 | 1.635 |

| 1920  | 1930  | 1940  | 1950  | 1960  | 1970  | 1981  | 1990  | 1992  | 1994  |
| ----- | ----- | ----- | ----- | ----- | ----- | ----- | ----- | ----- | ----- |
| 1.716 | 1.774 | 1.692 | 1.919 | 1.953 | 2.085 | 2.599 | 2.648 | 2.720 | 2.720 |

| 1996  | 1998  | 2000  | 2002  | 2004  | 2006  | 2008  | 2010  | 2012  | 2014  |
| ----- | ----- | ----- | ----- | ----- | ----- | ----- | ----- | ----- | ----- |
| 2.928 | 3.060 | 3.339 | 3.745 | 4.439 | 5.139 | 5.683 | 6.267 | 6.763 | 6.827 |

| 2016  | 2018  | 2020  | 2022  | 2024  | 2026 | 2028 | 2030 | 2032 | 2034 |
| ----- | ----- | ----- | ----- | ----- | ---- | ---- | ---- | ---- | ---- |
| 6.892 | 7.034 | 7.248 | 7.390 | 7.635 | -    | -    | -    | -    | -    |

La cooperativa Grup Alimentari Guissona és una de les indústries alimentàries més importants del país que ha provocat una important immigració, un fet que ha contribuït a incrementar el nombre d'estrangers a la Vila, aquest increment representa gairebé un 50% de la població total actual, de tal manera que els censats provinents d'altres països tendeixen a superar, fins i tot, la població autòctona. En dues dècades s'ha doblat el nombre d'habitants, passant de 3.300 en 2000 a 7.300 en 2021. Fins a l'esclat de la Invasió russa d'Ucraïna del 2022, la comunitat més gran de forans era romanesa i l'èxode de refugiats va fer que els ucraïnesos passessin a ser la més gran amb més de 1.200 persones.

## Geografia
- Llista de topònims de Guissona (Orografia: muntanyes, serres, indrets..; hidrografia: rius, fonts...; edificis: cases, esglésies, masies, cabanes, etc)